# Parafia św. Jakuba Starszego w Nasiedlu
Parafia pw. św. Jakuba Starszego w Nasiedlu – parafia rzymskokatolicka znajdująca się w Nasiedlu. Należy do dekanatu Branice diecezji opolskiej. 
Proboszczem parafii od 2024 jest ks. Adam Welthe.

## Historia
Po raz pierwszy wzmiankowana w 1335. Należała pierwotnie do dekanatu głubczyckiego diecezji ołomunieckiej, po wojnach śląskich znajdując się na terenie tzw. dystryktu kietrzańskiego. W 1863 obejmowała również Chróścielów, Ehrenberg (cz. Halberek, obecnie część Kietrza), Kałduny, Gródczany, Jakubowice, Klemsztyn, Ludmierzyce, Niekazanice i Turków, liczyła 4521 katolików i 7 niekatolików, niemiecko- i morawskojęzycznych (zob. Morawcy), ponadto 8 żydów. Od końca II wojny światowej w granicach Polski. W 1972 powstała diecezja opolska, co zakończyło okres formalnej przynależności do archidiecezji ołomunieckiej.